# Сен-Сатюрнен (Шер)
Сен-Сатюрне́н (фр. Saint-Saturnin) — коммуна во Франции, находится в регионе Центр. Департамент — Шер. Входит в состав кантона Шатомейан. Округ коммуны — Сент-Аман-Монтрон.
Код INSEE коммуны — 18234.

## География
Коммуна расположена приблизительно в 270 км к югу от Парижа, в 160 км южнее Орлеана, в 70 км к югу от Буржа.
По территории коммуны протекает небольшая река Коте (фр. Cotet).

## Население
Население коммуны на 2008 год составляло 424 человека.
| 1962 | 1968 | 1975 | 1982 | 1990 | 1999 | 2008 |
| ---- | ---- | ---- | ---- | ---- | ---- | ---- |
| 729  | 830  | 683  | 605  | 513  | 466  | 424  |

## Экономика
Основу экономики составляют лесное и сельское хозяйство.
В 2007 году среди 229 человек в трудоспособном возрасте (15-64 лет) 133 были экономически активными, 96 — неактивными (показатель активности — 58,1 %, в 1999 году было 59,5 %). Из 133 активных работали 120 человек (65 мужчин и 55 женщин), безработных было 13 (7 мужчин и 6 женщин). Среди 96 неактивных 3 человека были учениками или студентами, 56 — пенсионерами, 37 были неактивными по другим причинам.

## Достопримечательности
- Церковь Сен-Сатюрнен (XII век)
  - Статуя «Сидящая Богоматерь с младенцем», известная как Богоматерь Эйдская (XVI век). Высота — 90 см, дерево. Исторический памятник с 1913 года[3]

## Фотогалерея

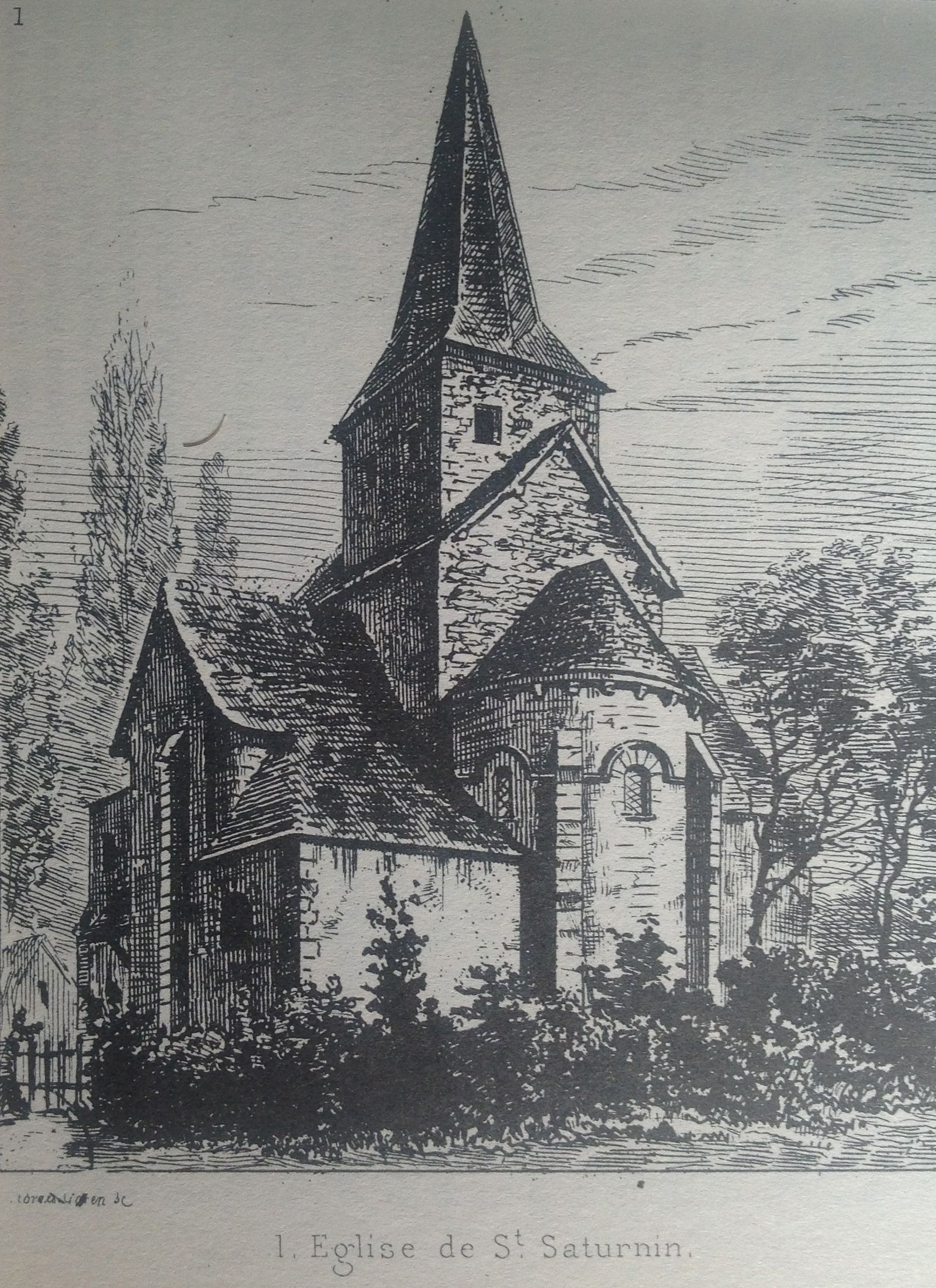
Церковь Сен-Сатюрнен
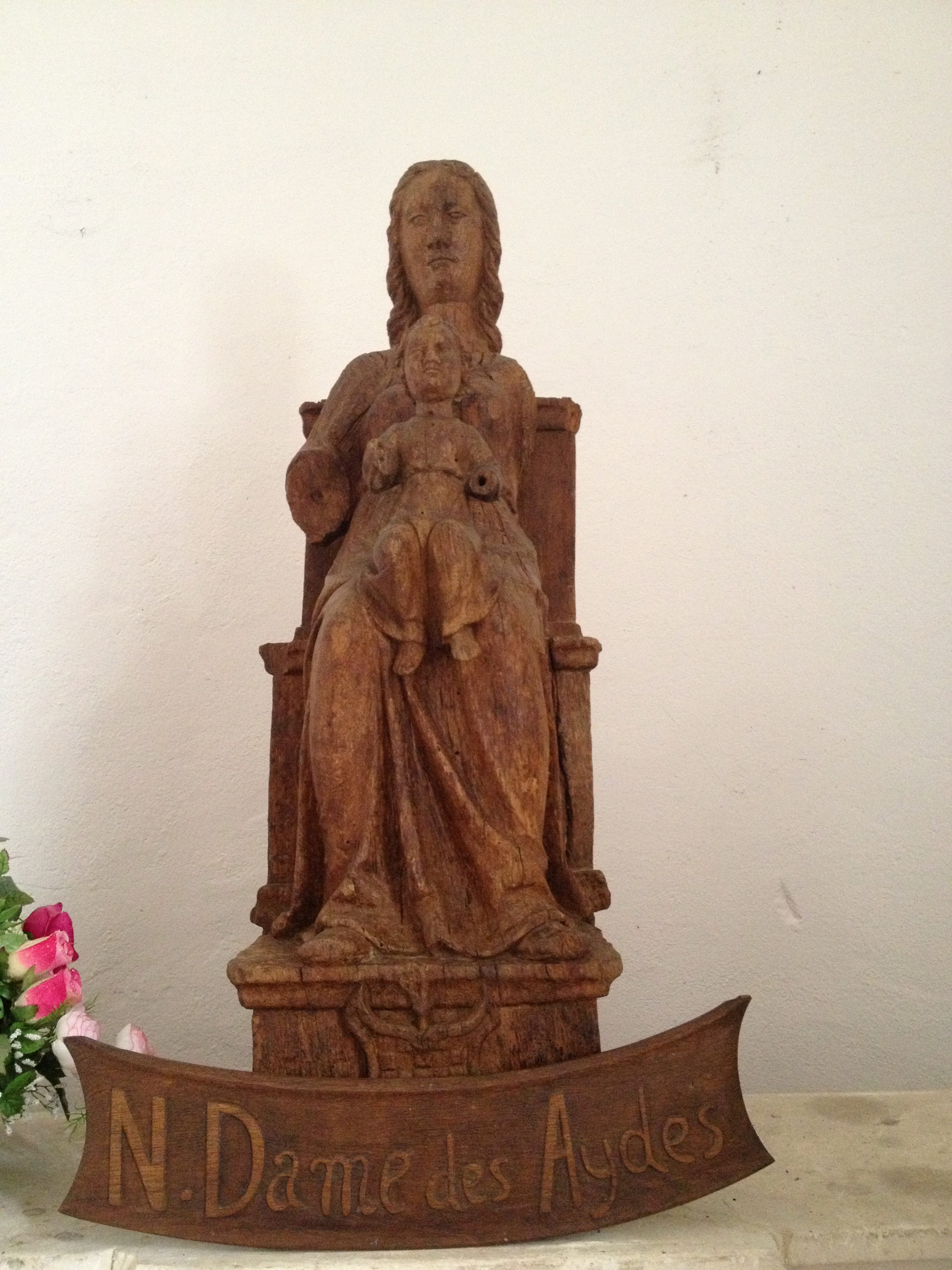
Статуя Богоматери Эйдской
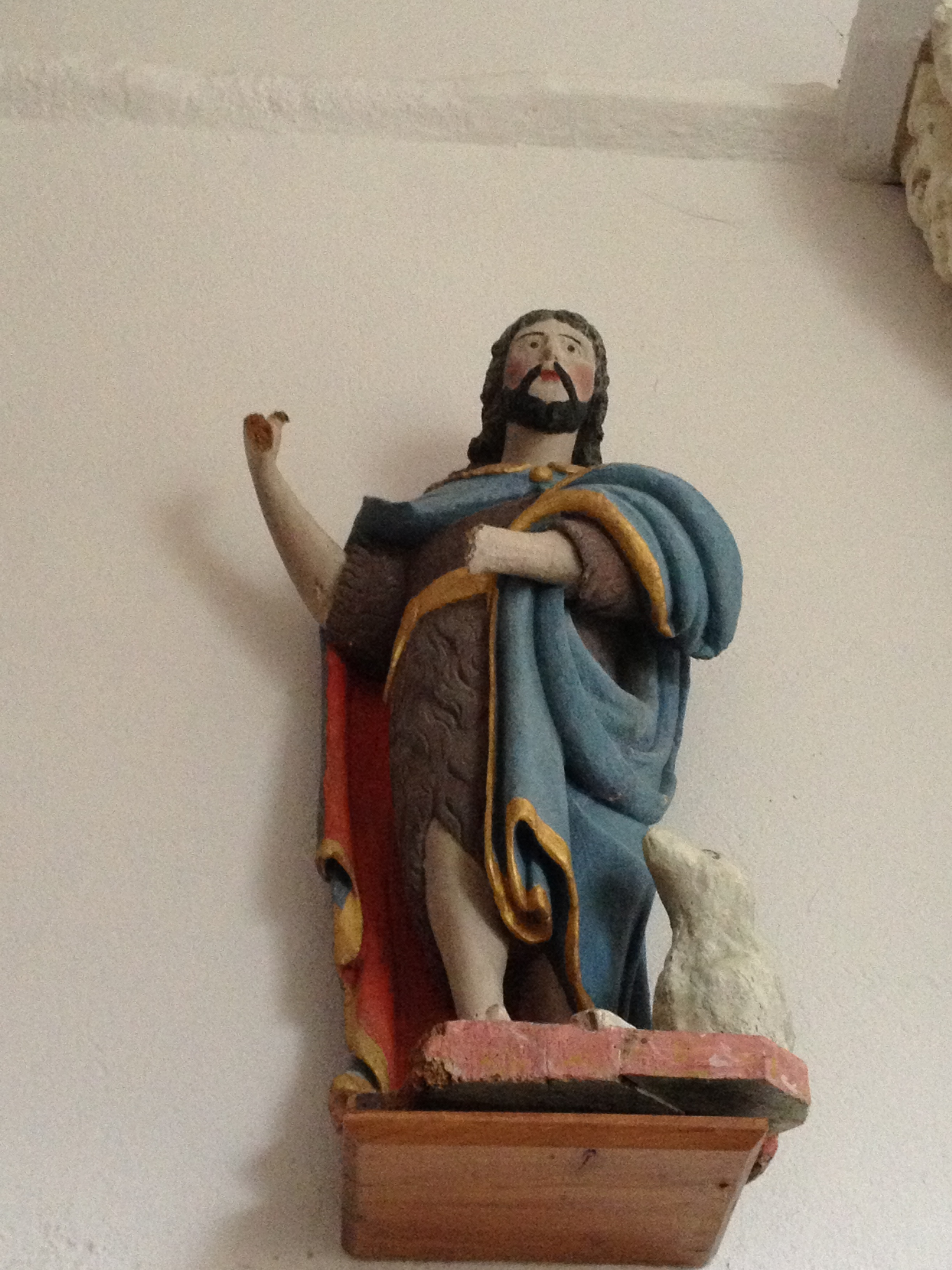
Статуя Св. Роха
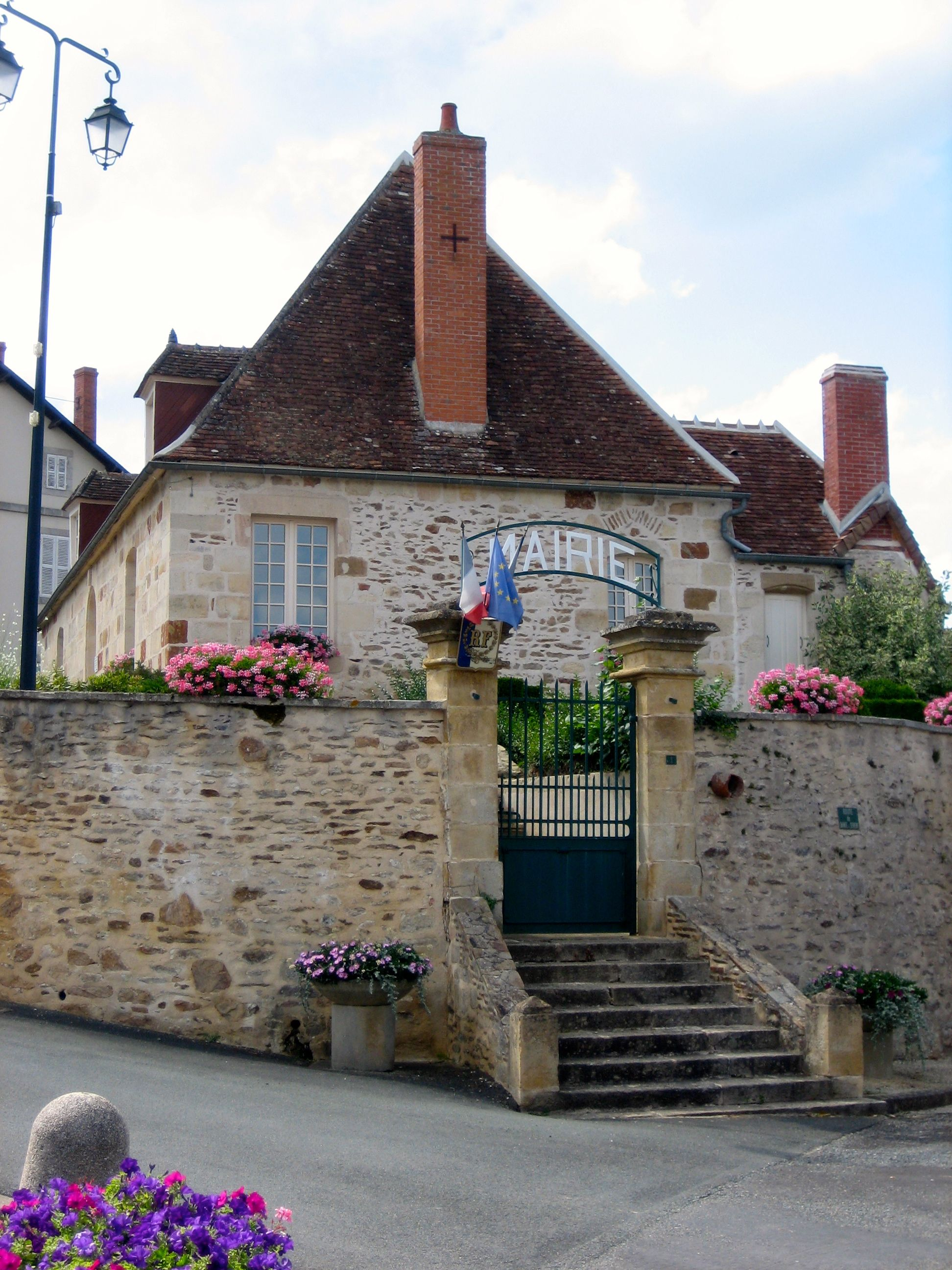
Мэрия